# Adrapsa angulilinea
Adrapsa angulilinea är en fjärilsart som beskrevs av Louis Beethoven Prout 1928. Adrapsa angulilinea ingår i släktet Adrapsa och familjen nattflyn. Inga underarter finns listade i Catalogue of Life.